# Spanische Festungen auf den Philippinen
Spanische Festungen sind auf den Philippinen recht häufig anzutreffen, sie befinden sich in der Regel in einem schlechten Erhaltungszustand. In einem weitestgehend guten Zustand, teilweise rekonstruiert, befinden sich die Festungen Fuerza de Capul, der Wachturm in Dauis, die Fuerza Punta Cruz, das Fuerza de San Andres und die Fuerza de Sta. Isabel. Diese fünf Festungswerke befinden sich seit 2006 auf der Vorschlagsliste der Philippinen zur Aufnahme in die Welterbeliste der UNESCO.

## Fuerza de Capul
Die Fuerza de Capul befindet sich in der Gemeinde Capul, auf der gleichnamigen Insel Capul in der Samar-See, Provinz Northern Samar. Es handelt sich um eine Wehrkirche, die im 18. Jahrhundert vom Orden der Jesuiten errichtet worden war. Der Grundriss des Bauwerks ist rechteckig, mit je einer Bastion an den Eckmauern.

## Dauis-Wachturm
Der Dauis-Wachturm befindet sich in der Gemeinde Dauis auf der Insel Panglao, Provinz Bohol. Er wurde 1774 vom Orden der Augustiner-Rekollekten errichtet und diente der Überwachung des Schiffsverkehrs der Wasserstraße zwischen der Insel Panglao und der Gemeinde Tagbilaran, auf der Hauptinsel Bohol. Der Turm hat einen hexagonalen Grundriss und ist in drei Ebenen unterteilt. Über dem Eingang des Turms wurde das Jahr der Erbauung und das Wappen des Ordens eingearbeitet.

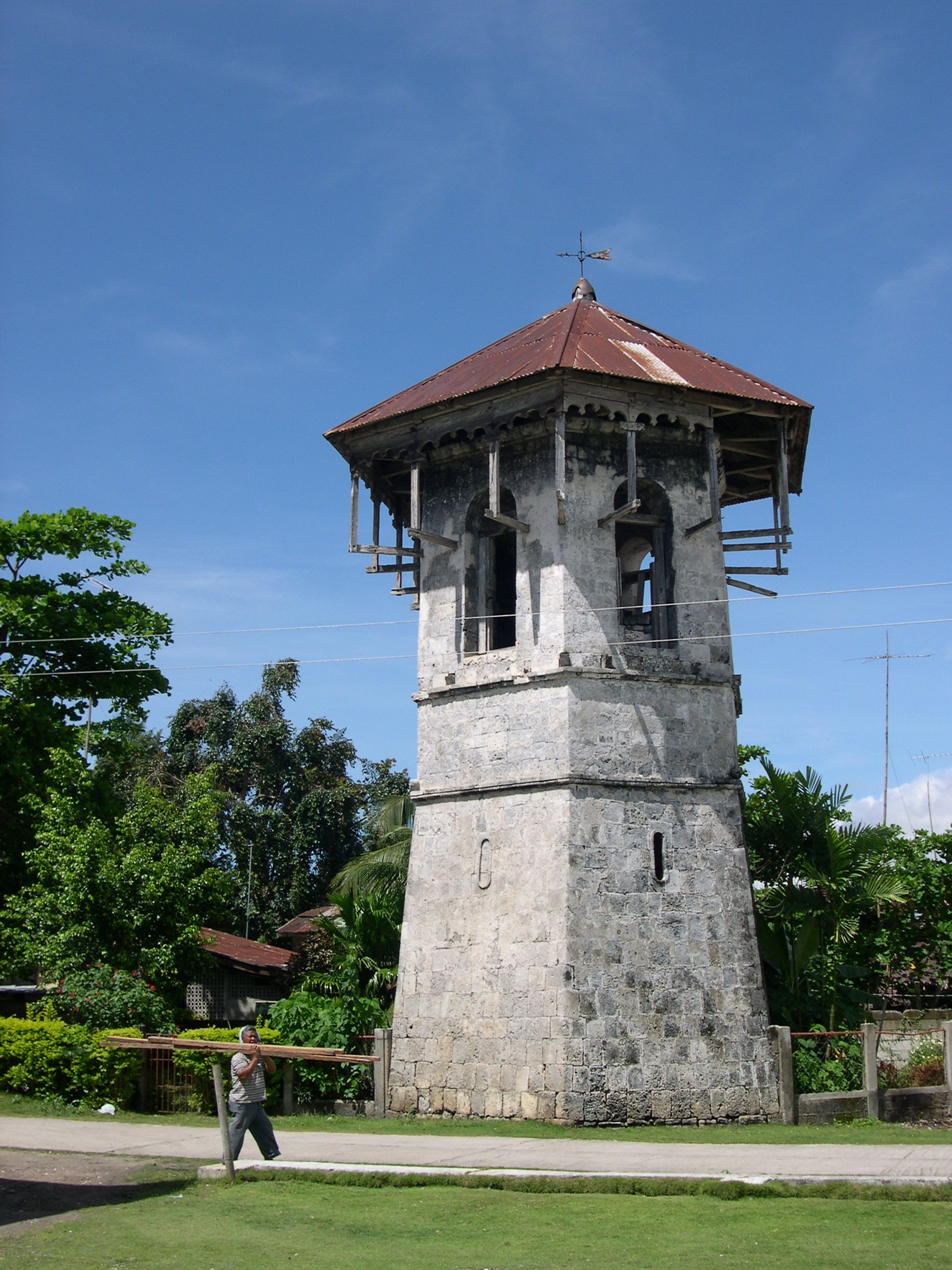
Dauis-Wachturm

## Fuerza Punta Cruz
Die Festung Punta Cruz steht an der Küste in der Gemeinde Maribojoc, Provinz Bohol. Sie wurde 1796 vom Orden der Augustiner-Rekollekten errichtet. Die Festung hat einen dreieckigen Grundriss mit einem hexagonal aufgebauten ersten Stockwerk. Als Baumaterial wurde Korallenstein verwendet. Über dem Eingang prangt das Wappen des Königreichs Spanien und das Jahr der Errichtung.

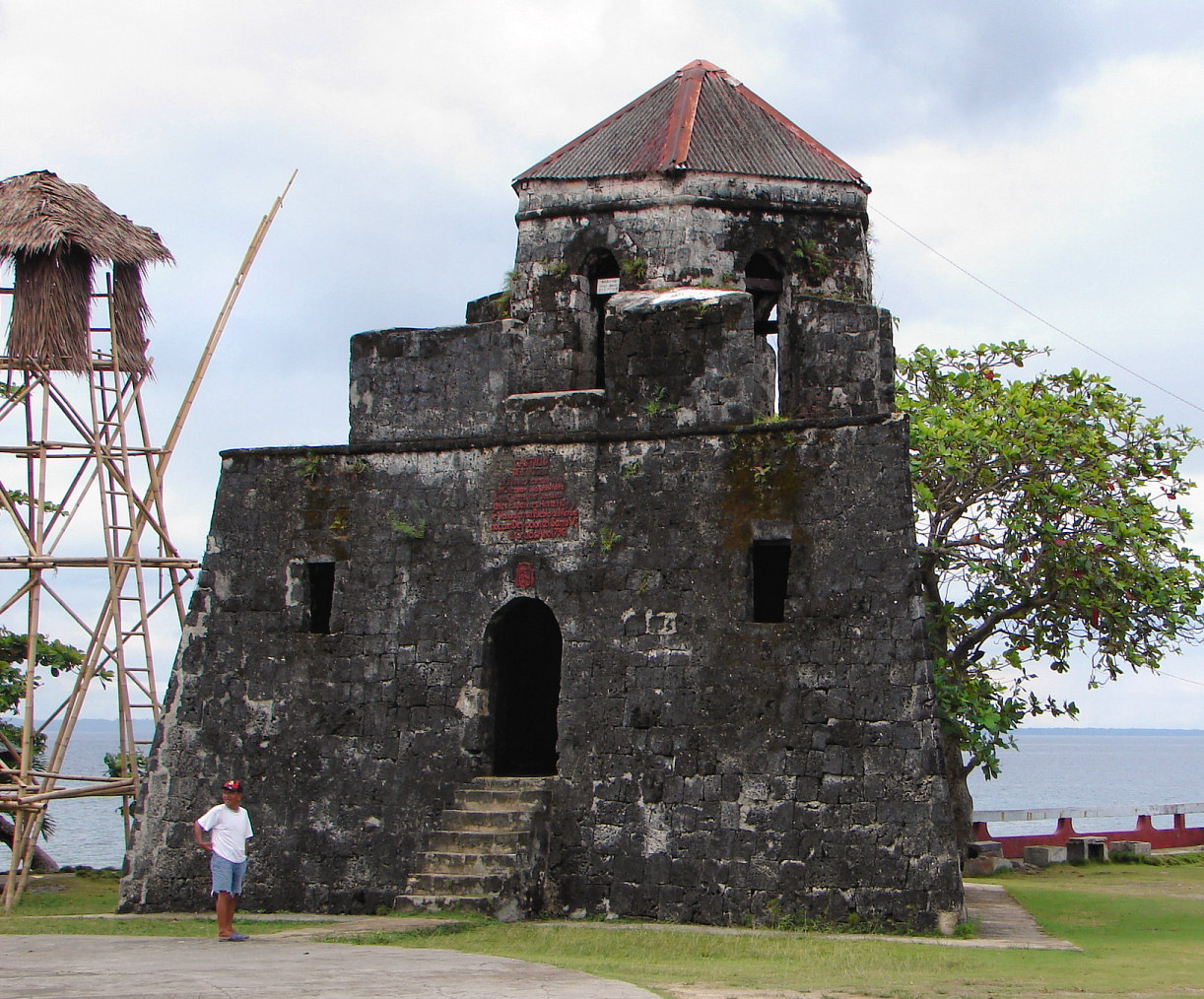
Fuerza Punta Cruz

## Fuerza de San Andres
Die Fuerza de San Andres steht auf dem Gebiet der Gemeinde Romblon, Provinz Romblon. Sie auf einem Hügel oberhalb der Gemeinde, Anfang des 17. Jahrhunderts, vom Orden der Augustiner-Rekollekten errichtet. Die Festung hat einen viereckigen Grundriss mit jeweils einer runden Turm auf jeder Ecke.

## Fuerza de Sta. Isabel
Die Fuerza de Sta. Isabel steht in der Gemeinde Taytay, Provinz Palawan. Sie wurde 1738 vom Orden der Augustiner-Rekollekten an der Küste zur Sulusee errichtet. Die Festung hat einen quadratischen Grundriss mit jeweils einer Bastion auf jeder Ecke des Bauwerks. Die Bastionen wurden den Heiligen der Römisch-katholischen Kirche San Toribio, San Miguel, San Juan und Sta. Isabel gewidmet. In der Festung befindet sich eine Kapelle.

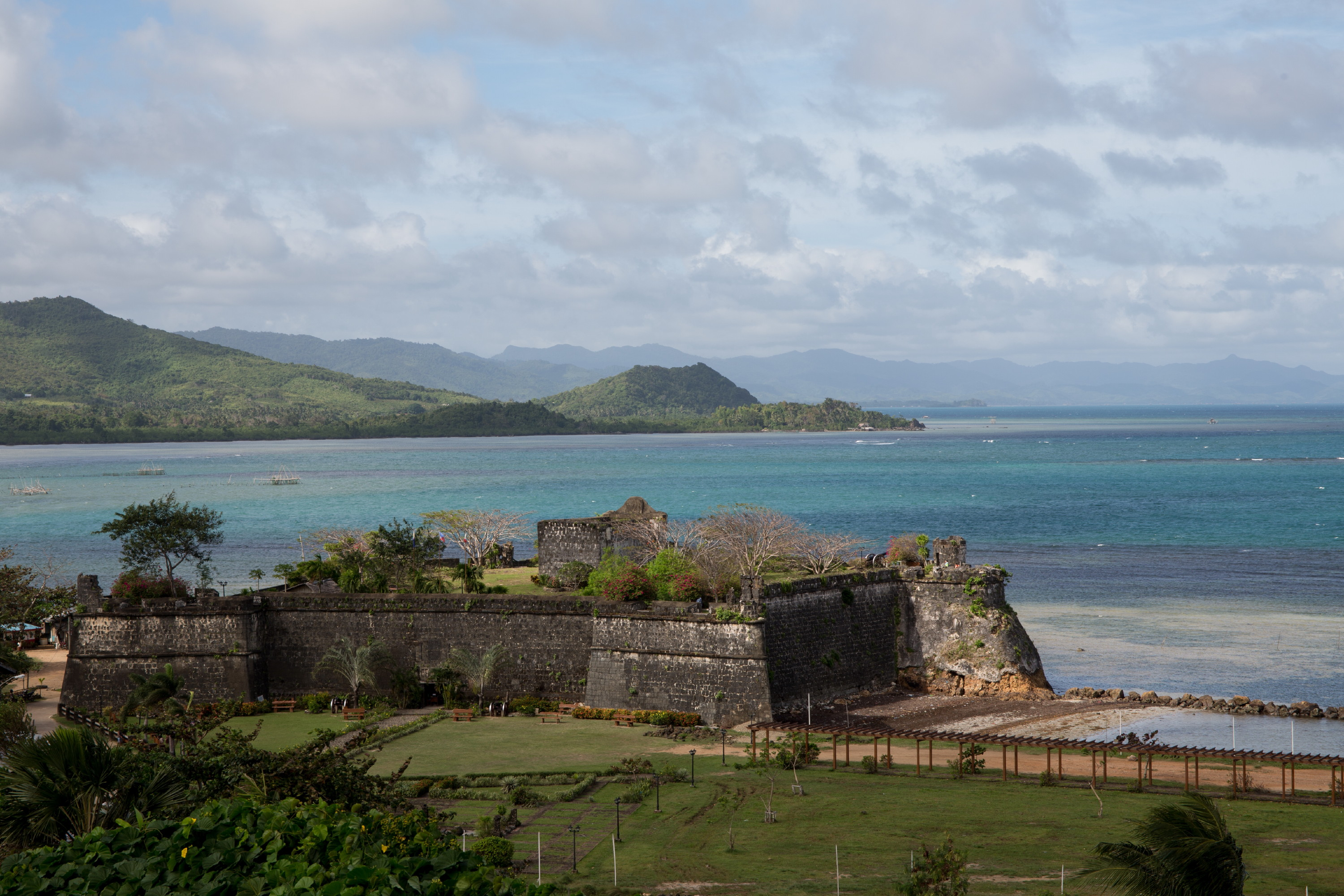
Fuerza de Sta. Isabel